# Lahn

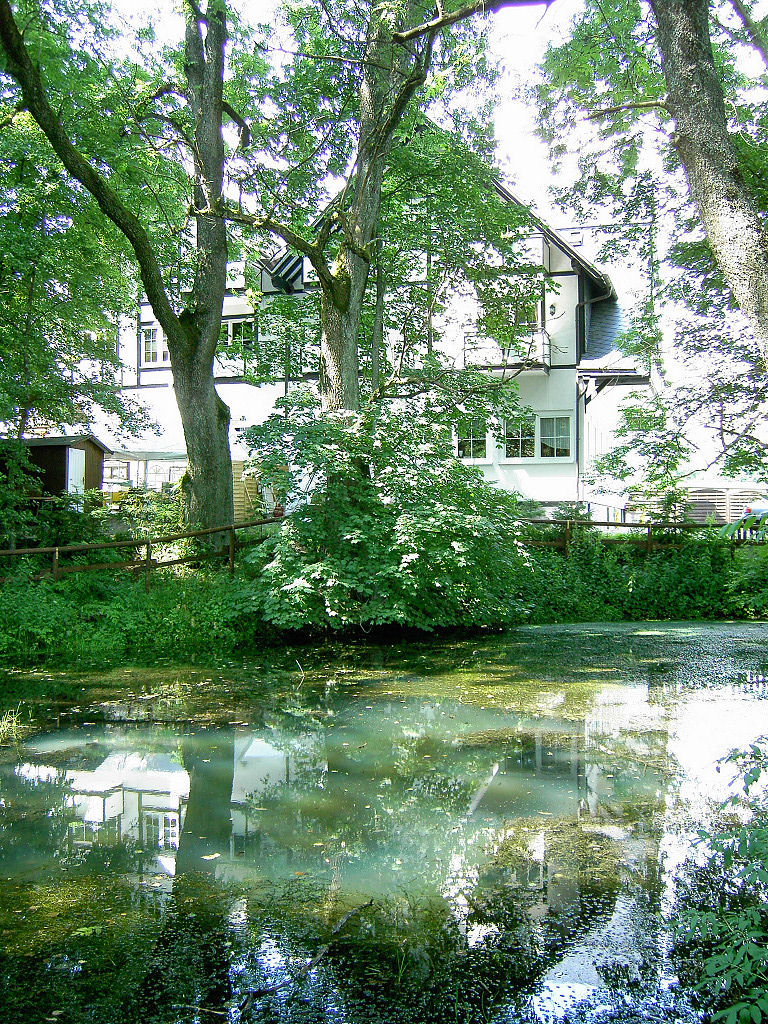
Källan vid Lahnhof/Netphen där floden Lahn rinner upp.

Lahn är en flod i västra Tyskland. Den är ett biflöde åt väster från öster (en högerbiflod) till Rhen. Den är 245 km lång och har ett avrinningsområde på 5 946 km². Medelvattenföringen i Lahn är omkring 60 m³/s. Floden mynnar i Rhen strax söder om staden Koblenz vid orten Lahnstein. I Giessen förorenas floden av industrier.
Floden flyter igenom förbundsländerna Nordrhein-Westfalen, Hessen och Rheinland-Pfalz. Den rinner genom de större städerna Marburg, Giessen och Wetzlar, samt också genom de mindre städerna Weilburg, Limburg an der Lahn och Bad Ems.